# Eberhard Hasche

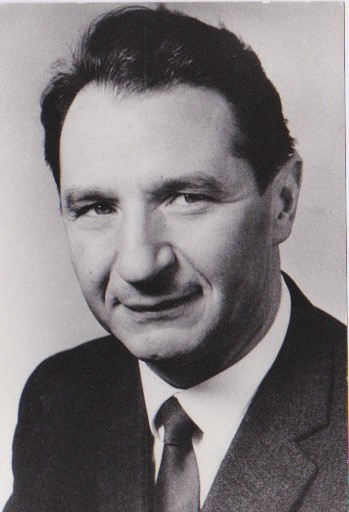
Eberhard Hasche

Georg Eberhard Hasche (* 14. November 1920 in Chemnitz; † 21. Mai 1973 in Leipzig) war ein deutscher Chirurg. Ab 1958 leitete er die Abteilung für Thorax- und Herzchirurgie der Zentralklinik im thüringischen Bad Berka.

## Leben
Hasches Eltern sind Anna Hasche geb. Eckert (1896–1980) und der Lehrer Georg Hasche (1890–1960). 1940 legte er am Chemnitzer Realgymnasium das Abitur ab. Nach dem Reichsarbeitsdienst studierte er 1940–1948 an der Universität Leipzig, der Karls-Universität Prag, der Martin-Luther-Universität Halle-Wittenberg und der Ernst-Moritz-Arndt-Universität Greifswald Medizin. Zwischenzeitlich diente er als Feldunterarzt im Heer (Wehrmacht). Am 13. Juli 1948 wurde er in Greifswald summa cum laude zum Dr. med. promoviert. Die chirurgische Ausbildung begann er bei Walter Hartmann (1905–1980) in Forst (Lausitz). Sein früherer Greifswalder Lehrer Willi Felix (1892–1962) holte Hasche 1950 an die Chirurgische Klinik der Charité in Berlin, wo er bald Oberarzt und Dozent wurde. 1956 folgte die Habilitation. Hasche spezialisierte sich auf dem Gebiet der Lungenchirurgie und wurde 1957 von Adolf Tegtmeier zum Chefarzt an die neue Zentralklinik Bad Berka für Lungenkrankheiten und Tuberkulose berufen, wo er die moderne Herzchirurgie als eines von fünf Zentren in der DDR aufbaute. 1960 wurde er – parallel zu seiner Chefarzttätigkeit in Bad Berka – zum Professor mit Lehrauftrag für das Fachgebiet Chirurgie an der Humboldt-Universität zu Berlin berufen (bis 1972). Er wurde 1965 zum Verdienten Arzt des Volkes ernannt und in die Deutsche Akademie der Naturforscher Leopoldina gewählt. Noch keine 53 Jahre alt, starb er im Amt. Er hinterließ seine Frau und drei Kinder. Er schrieb 67 Publikationen und hielt 80 Vorträge. In Bad Berka wurde ein Weg nach ihm  benannt.

## Schriften
- Die traumatische Bronchusruptur. Thoraxchirurgie 1 (1953), S. 357–365, doi:10.1055/s-0028-1096173.
- Die blutende Lunge. Thoraxchirurgie 2 (1954), S. 343–351, doi:10.1055/s-0028-1102883.
- Die intralobäre Sequestration. Thoraxchirurgie 10 (1962), S. 15–32, doi:10.1055/s-0028-1096478.
- mit G. Dippmann: Lungenresektionen während der Gravidität. Zeitschrift für Tuberkulose und Erkrankungen der Thoraxorgane 122 (1964), S. 298–305.
- mit G. Dippmann: Dringliche Thoraxchirurgie in der Schwangerschaft, in: Horst Schwalm, Gustav Döderlein (Hrsg.): Klinik der Frauenheilkunde und Geburtshilfe. Ein Handbuch für die Praxis, Bd. 4. Urban & Schwarzenberg, München u. a. 1965 ff. (Loseblattausgabe: 55 S.).
- Brustwand und Pleura, in: Hans Joachim Serfling, Karl-Ludwig Schober, Walter Schmitt (Hrsg.): Spezielle Chirurgie. Barth, Leipzig 1971, S. 192–208.
- mit C. Engelmann: Operationen an der Brustwand und im Bereich der Pleura, in: August Bier, Heinrich Braun, Hermann Kümmell (Begründer): Chirurgische Operationslehre, Bd. 3, 1: Operationen an Hals und Brustkorb. 8. Auflage, herausgegeben von Ernst Derra, Paul Huber und Walter Schmitt. Barth, Leipzig 1971, S. 257–325.
- Verletzungen des Thorax und seiner Organe, in: Hans-Georg Ganguin, Felix Mlczoch, Helmut Seidel, Paul Steinbrück, Erwin Uehlinger (Hrsg.): Lungenkrankheiten, Bd. 2. Thieme, Leipzig 1978, S. 537–571.